# Florenc (metrostation)
Florenc is een metrostation in Praag aan de lijnen B en C.
Florenc behoort tot de negen oudste metrostations van Praag en opende in 1974. Aanvankelijk werd het alleen bediend door lijn C, maar vanaf 1985 kan men er overstappen op lijn B. In eerste instantie was de naam van het station Sokolovská, naar de straat waaraan het gelegen is. Tegenwoordig heet het station Florenc, naar de buurt waarin het ligt. De buurt Florenc ligt op de grens van de wijken Nieuwe Stad en Karlín.

## Fotogalerij

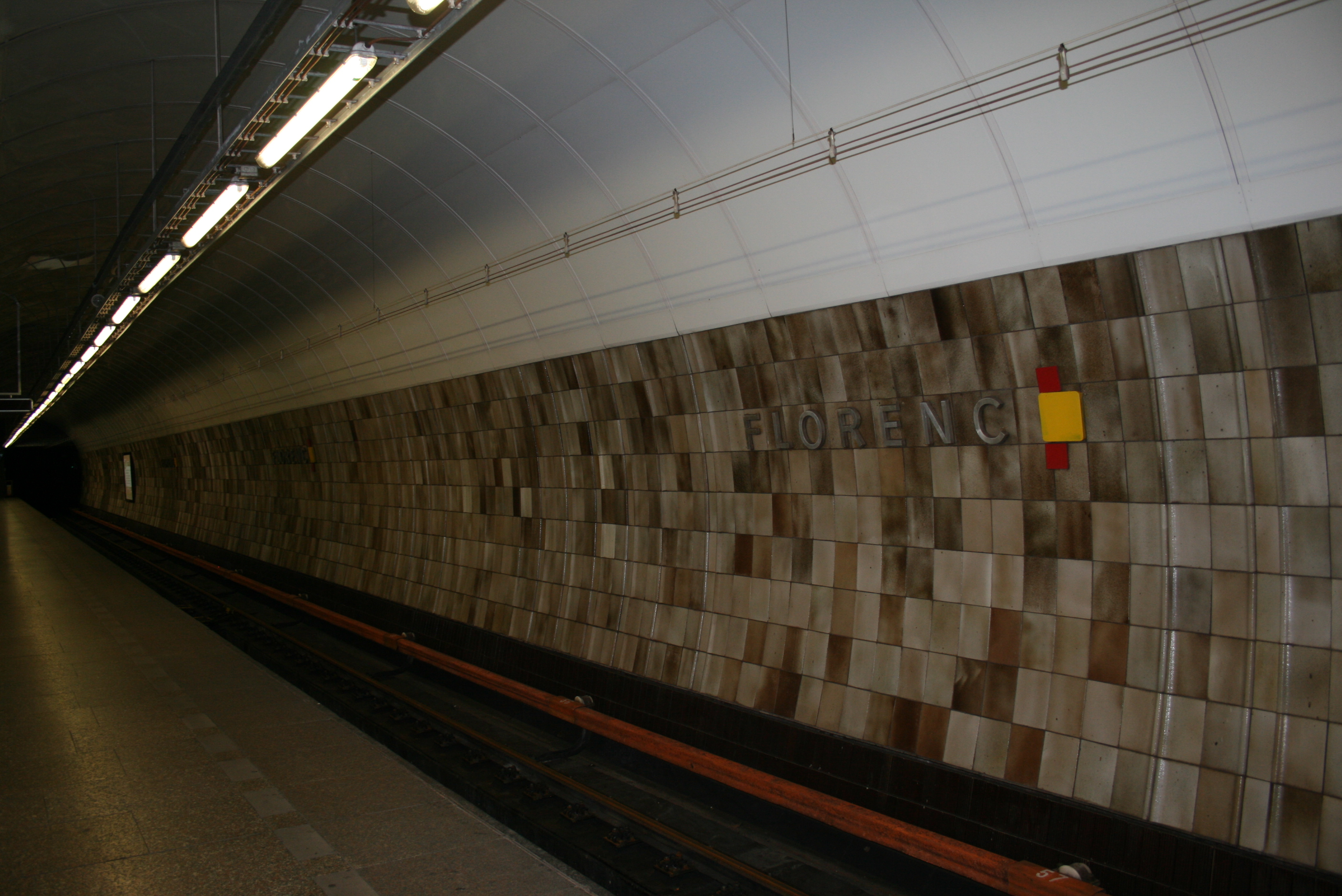
Florenc Lijn B
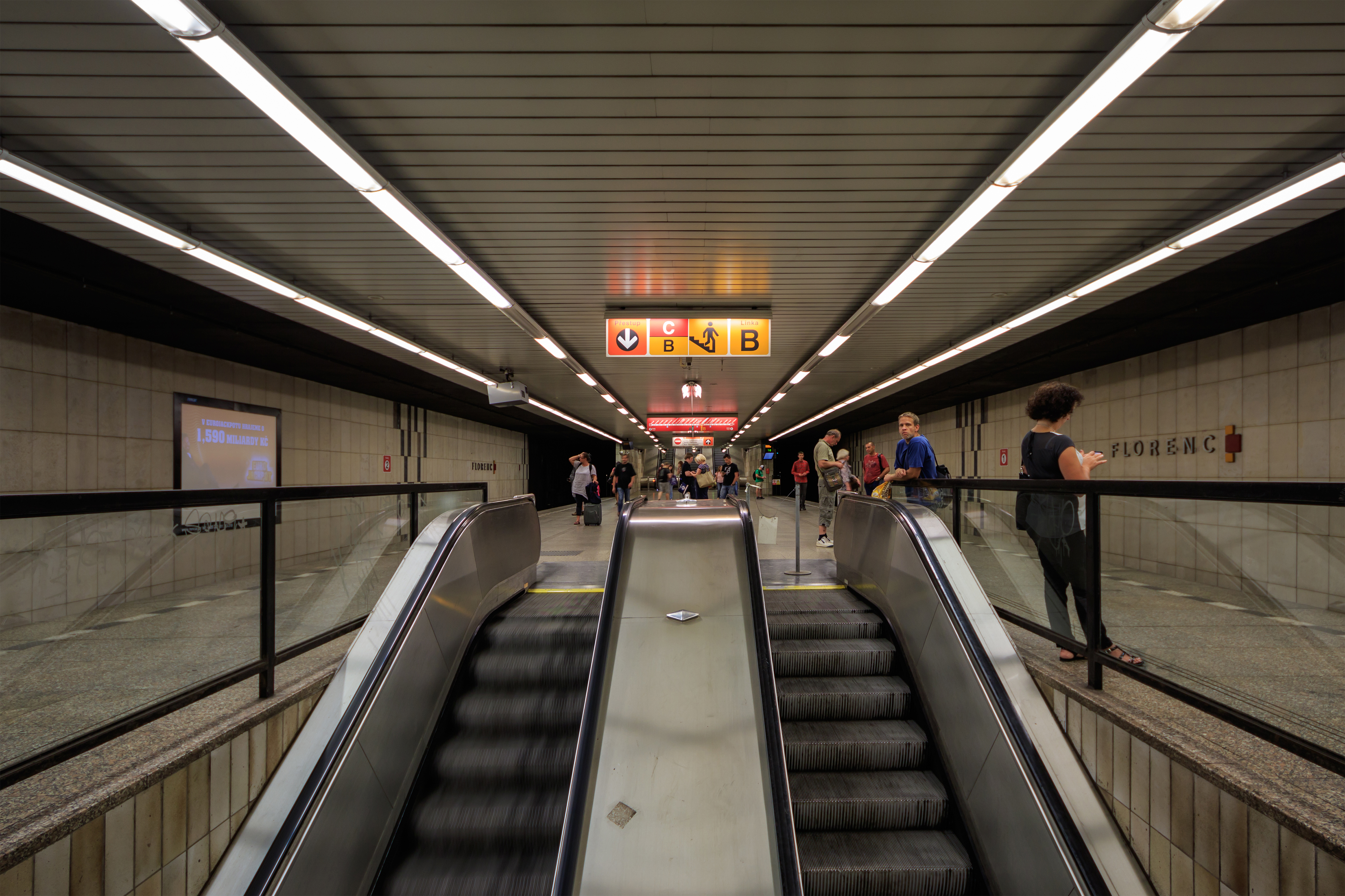
Florenc Lijn C

Černý Most · Rajská zahrada · Hloubětín · Kolbenova · Vysočanská · Českomoravská · Palmovka · Invalidovna · Křižíkova · Florenc · Náměstí Republiky · Můstek · Národní třída · Karlovo náměstí · Anděl · Smíchovské nádraží · Radlická · Jinonice · Nové Butovice · Hůrka · Lužiny · Luka · Stodůlky · Zličín
Letňany · Prosek · Střížkov · Ládví · Kobylisy · Nádraží Holešovice · Vltavská · Florenc · Hlavní nádraží · Muzeum · I. P. Pavlova · Vyšehrad · Pražského povstání · Pankrác · Budějovická · Kačerov · Roztyly · Chodov · Opatov · Háje